# 大圍渠

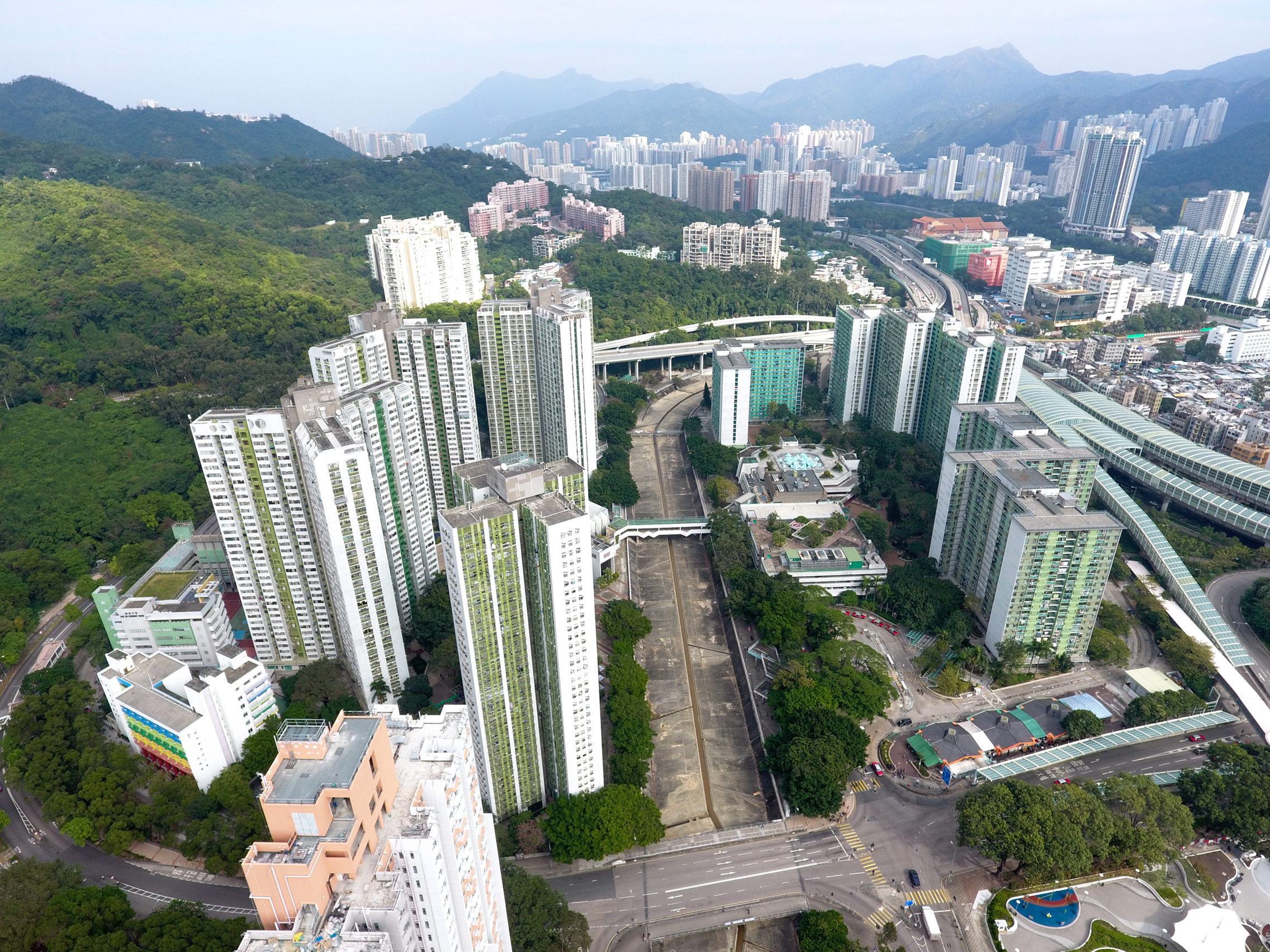
大圍渠（圖中）穿越美林邨

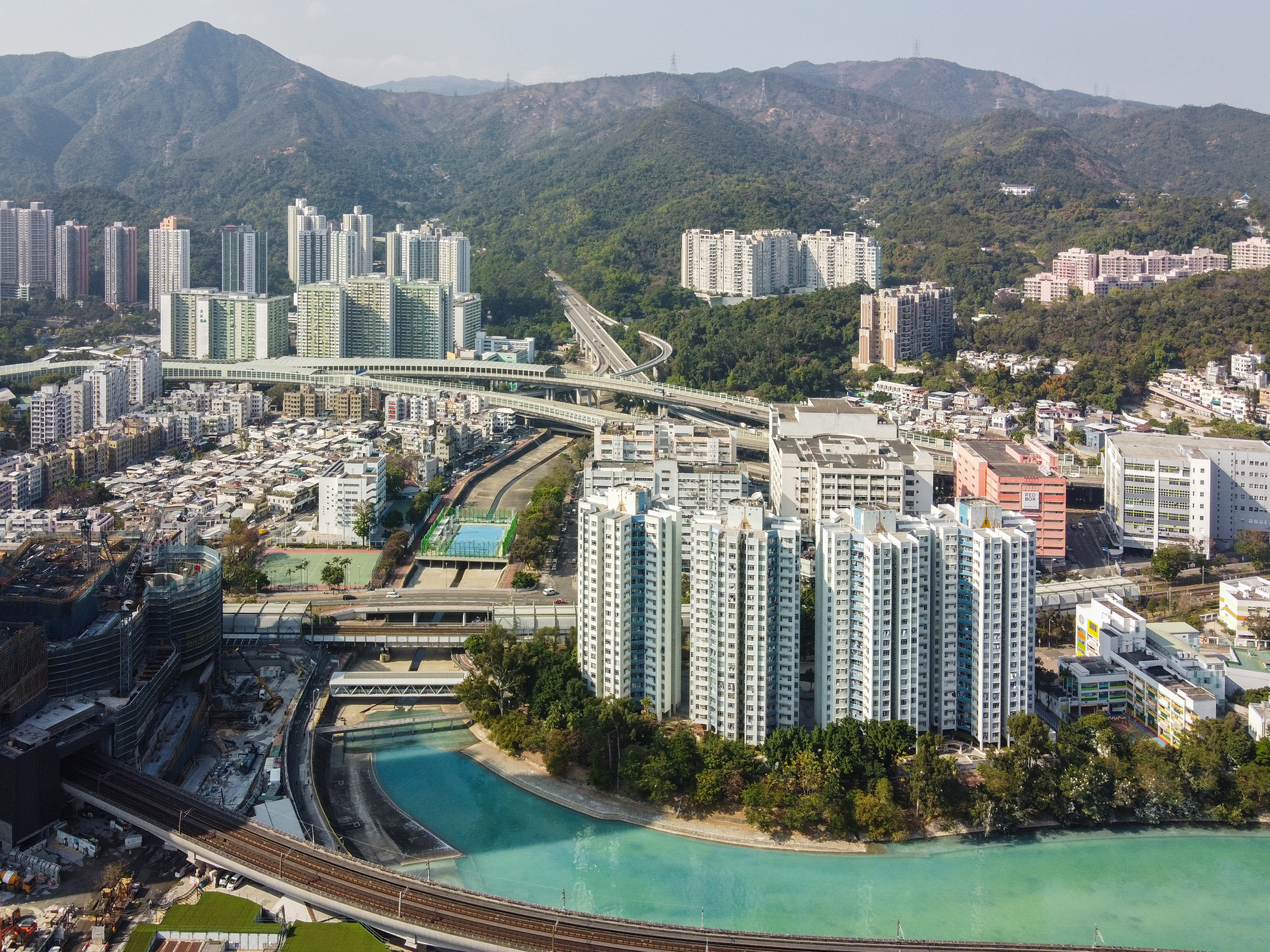
大圍渠穿越大圍一帶

大圍渠（英語：Tai Wai Nullah），有時或指城門河的上流部份，是香港大圍城門河的云云明渠之一。
該明渠約闊39米。由於水流於大部份時間均處於極低水平，混凝土渠牀亦因而被曝露。
2015年，政府按照沙田區社區重點項目計劃，耗資8000萬覆蓋大圍明渠近大圍站一段，建設一個五人足球場。工程在2018年第四季完成。

## 大圍河道花園

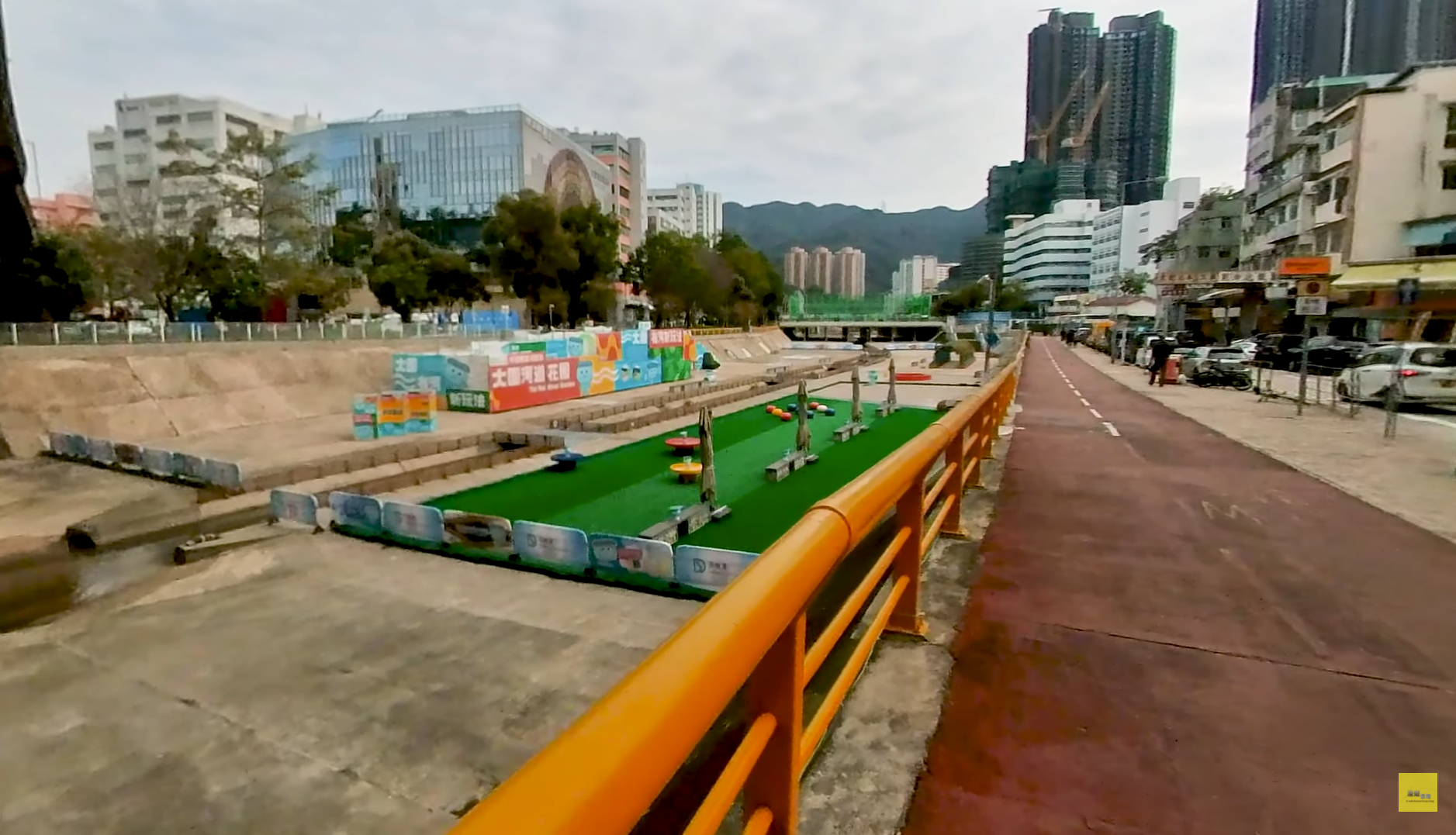
2022年1月至2月期間，政府曾經設置「大圍河道花園」，不過長期處於封閉狀態，最後在3月初被拆走

2022年1月，政府在鄰近工業區的渠道約100米長範圍設置「大圍河道花園」，有閒座區、3D地畫及綠化隧道，並由1月初起開放直至同年2月底。雖然政府表示設水位上升預報系統，可透過警號燈及廣播發出預警。不過沙田區議會主席麥潤培認為該處是經常水浸的範圍，有關設施是浪費公帑。而居民反應期待。不過有關設施在晴天的日子下仍然沒有對外開放，最後在3月初被拆走。網民懷疑與安全問題，批評公眾無法享用過設施便拆卸，猶如「倒錢落河」。

## 未來發展
2019年，渠務署研究將明渠活化為「親水」用地，包括提供約3公里的行人徑，建造觀景平台，改造現有行人橋和進行園林綠化和美化市容工程，讓市民於附近休憩和涉水而行。不過，經歷過2023年華南暴雨後，大圍明渠損毀嚴重，混凝土、石塊、泥濘四散於河道上。渠務署表示將檢視活化方案設計，確保明渠活化後具備足夠的排污能力應對極端氣候情況。

## 外部連結
- Chuk, Lin-ping, "Reconnecting over nullah : community foci at Tai Wai" （页面存档备份，存于）, Postgraduate Thesis, Master of Architecture, University of Hong Kong, 1998

22°22′44″N 114°10′35″E / 22.378912°N 114.176518°E